# Zahnašovice
Zahnašovice település Csehországban, Kroměříži járásban. Zahnašovice Martinice, Míškovice, Lechotice, Ludslavice, Žeranovice, Třebětice és Holešov településekkel határos. Lakosainak száma 314 fő (2024. január 1.).

## Népesség
A település lakosságának változását az alábbi diagram mutatja:
| Lakosok száma | 390  | 500  | 486  | 428  | 416  | 326  | 321  | 320  | 304  | 314  |
|               | 1869 | 1900 | 1921 | 1961 | 1980 | 2011 | 2016 | 2019 | 2021 | 2024 |